# Isländische Badmintonmeisterschaft 2025
Die Isländische Badmintonmeisterschaft 2025 fand vom 24. bis zum 26. April 2025 in Reykjavík statt. Es war die 77. Auflage der nationalen Titelkämpfe von Island im Badminton.

## Medaillengewinner
| Disziplin    | Gold                                            | Silber                                          | Bronze                                                |
| ------------ | ----------------------------------------------- | ----------------------------------------------- | ----------------------------------------------------- |
| Herreneinzel | Gústav Nilsson                                  | Róbert Ingi Huldarsson                          | Daníel Jóhannesson                                    |
| Herreneinzel | Gústav Nilsson                                  | Róbert Ingi Huldarsson                          | Róbert Þór Henn                                       |
| Dameneinzel  | Gerda Voitechovskaja                            | Lilja Bu                                        | Hrafnhildur Edda Ingvarsdóttir                        |
| Dameneinzel  | Gerda Voitechovskaja                            | Lilja Bu                                        | Iðunn Jakobsdóttir                                    |
| Herrendoppel | Davíð Bjarni Björnsson Kristófer Darri Finnsson | Daníel Jóhannesson Róbert Þór Henn              | Gústav Nilsson Stefán Árni Arnarsson                  |
| Herrendoppel | Davíð Bjarni Björnsson Kristófer Darri Finnsson | Daníel Jóhannesson Róbert Þór Henn              | Andri Broddason Eiður Ísak Broddason                  |
| Damendoppel  | Arna Karen Jóhannsdóttir Sigríður Árnadóttir    | Drífa Harðardóttir Snjólaug Jóhannsdóttir       | Gerda Voitechovskaja Una Hrund Örvar                  |
| Damendoppel  | Arna Karen Jóhannsdóttir Sigríður Árnadóttir    | Drífa Harðardóttir Snjólaug Jóhannsdóttir       | Hrafnhildur Edda Ingvarsdóttir Katla Sól Arnarsdóttir |
| Mixed        | Kristófer Darri Finnsson Drífa Harðardóttir     | Davíð Bjarni Björnsson Arna Karen Jóhannsdóttir | Róbert Ingi Huldarsson Una Hrund Örvar                |
| Mixed        | Kristófer Darri Finnsson Drífa Harðardóttir     | Davíð Bjarni Björnsson Arna Karen Jóhannsdóttir | Daníel Jóhannesson Sigríður Árnadóttir                |